# معركة سوخويستا
معركة سوخويستا وقعت عام 1545م ، بين الدولة العثمانية ضد تحالف ممالك جورجية مكون من مملكة إيميريتي ومملكة كارتليو إمارة غوريا انتصرت فيها القوات العثمانية مما أعطاهم اليد العليا جنوب القوقاز . 